# Joszif Visszarionovics Sztálin
Joszif Visszarionovics Sztálin (oroszul Иосиф Виссарионович Сталин kiejtéseⓘ, grúzul: Ioszeb Dzsugasvili, იოსებ ჯუღაშვილი; Gori, 1878. december 18. – Moszkva, 1953. március 5.) apai ágon oszét, anyai ágon grúz származású szovjet politikus, az OK(b)P Központi Bizottságának főtitkára (1922–1934), majd titkára (1934–1953). 1941-től előbb a Népbiztosok Tanácsa, majd a Minisztertanács elnökeként a Szovjetunió kormányfője, 1943-tól a Szovjetunió egyik marsallja, 1945-től generalisszimusza.
A világtörténelem legnagyobb jelentőségű és legvitatottabb megítélésű vezetői közé tartozik. Kiemelkedő intelligenciájához céltudatosság, hatalomvágy és könyörtelenség párosult. A Vlagyimir Iljics Lenin által létrehozott proletárdiktatúra Lenin halála utáni kollektív vezetőségének egyik meghatározó tagja, majd a diktatúra egyszemélyi vezetője lett. Uralma alatt folytatódott valamennyi ellenzéki mozgalom működésének tiltása, tagjaik üldözése, sokak kivégzése, a Szovjetunióban és a második világháborúban általuk elfoglalt országokban. Nevéhez fűződik a világ legnagyobb kényszermunkatábor-rendszerének, a Lenin által létrehozott Gulagnak a kiterjesztése. Erőteljes személyi kultuszt alakított ki: arcképét minden középületben elhelyezték, városokat neveztek el róla, szobrokat állítottak neki; rendszerint felállva kellett tapsolni, amikor kimondták a nevét a különféle rendezvényeken.
A szovjet imperializmus nevében tett kísérlete Magyarország és a második világháború után a „béketáborhoz” tartozó, erőszakkal és csalással csatlósává tett országok számára tragikus következményekkel, megszállással (amihez a nyugati hatalmaknak beleegyezésüket adták, cserébe a Szovjetunió erőfeszítéseiért a Harmadik Birodalom ellen) és az 1956-os forradalomba torkolló diktatúrával járt együtt, de a hidegháborúnak is előzményei közé tartozik. Sztálin kemény kézzel irányította a nemzetközi kommunista szervezeteket is, még a mozgalmon belül is hajtott végre politikai tisztogatásokat; ezekért és a nevéhez fűződő személyi kultusz miatt még kommunista utódai is elítélték. Sztálin ténykedéséhez emberek millióinak, egyes becslések szerint tízmillióinak halála köthető a szovjet állam, vagy más országok területén.

## Élete

### Gyermek- és ifjúkora (1878–1900)
Joszif Visszarionovics Dzsugasvili 1878-ban született a cári Oroszország grúziai tartományában, a fővárostól 150 km-re északnyugatra fekvő Gori kisvárosban. Édesapja, Visszarion (Beszarion) Ivanovics Dzsugasvili (1850 k.–1890) 1870 körül költözött Didi-Lilóból Goriba, ahol cipészüzletet nyitott. 1874-ben feleségül vette a 16 éves, a korabeli viszonyoknak megfelelően írástudatlan Jekatyerina Georgijevna Geladzét (1858–1937), aki – férjéhez hasonlóan – nem beszélt oroszul. A mélyen vallásos asszony három gyermeket temetett el, Joszif volt az egyetlen, aki megérte a felnőttkort. A fiát féltve nevelő anya Szoszónak becézte Joszifot.
1888-ban, a helyi ortodox elemi népiskolában kezdte tanulmányait, ám egy évvel később apja kivette onnan és Tbiliszibe vitte, Adelhanov cipőgyárába, saját munkahelyére (a gori cipőüzlet ugyanis csődbe ment). Erős akaratú édesanyja harcolta ki, hogy fia visszakerüljön az iskolapadba és papneveldébe kerülhessen. A családfő korai halálát követően édesanyja mosást vállalt, hogy eltarthassa gyermekét.

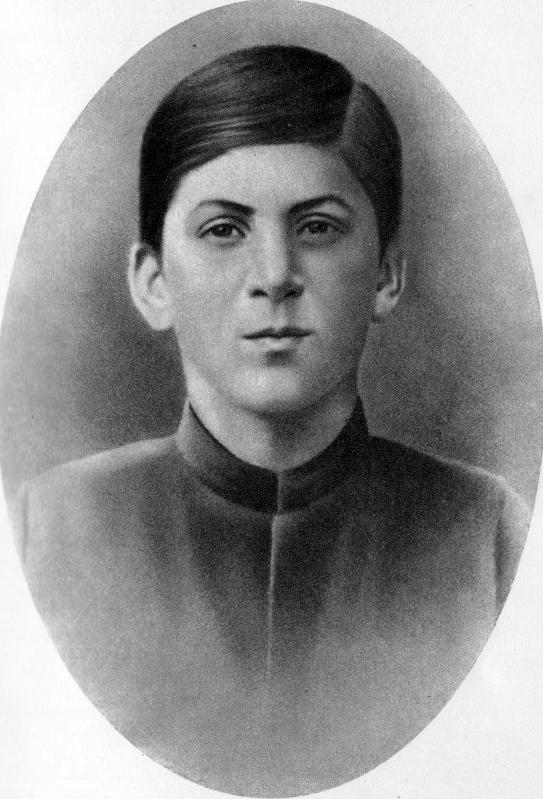
Sztálin 15 éves korában

Az ifjú Dzsugasvili a legjobb tanulók közé számított: intelligenciájával és kiváló emlékezőtehetségével kitűnt társai közül. Iskolaévei alatt sokat olvasott, kedvelte a romantikus grúz elbeszélő irodalmat és Alekszandr Kazbegi regényeit, megismerkedett Ilja Csavcsavadze költeményeivel, valamint Sota Rusztaveli klasszikus műveinek hőseivel. 1894-ben, kitüntetéssel végezte el a tizedik osztályt, ezért tanítója javaslatára édesanyja tovább taníttatta. Így került a tbiliszi ortodox papi szemináriumba.
1895-ben került kapcsolatba Kaukázuson túlra száműzött orosz forradalmi marxista csoportokkal. 1896 és 1898 között a tbiliszi Teológiai Szemináriumban már marxista diákkört vezetett, tanulmányozta Karl Marx, Friedrich Engels munkáit és Lenin korai írásait.
1898-ban Tbilisziben a Központi Vasúti Műhely dolgozóinak marxista körét kezdte vezetni, és csatlakozott a grúz Meszame daszi (Harmadik csoport) szociáldemokrata szervezethez. Sztálin, Lado Keckhoveli és Alekszandre Culukidze képezték a forradalmi marxista kisebbséget e szociáldemokrata csoporton belül. Sztálin tantervet készített a marxista munkáskörök számára. Felvetették illegális marxista nyomda alapításának is a gondolatát, csakhogy emiatt összeütközésbe kerültek a szociáldemokratákkal. Mindazonáltal, a három forradalmár megszervezte a kiáltványok nyomtatását, részt vettek a sztrájkok szervezésében és a tbiliszi proletariátus harcának vezetésében.
1899-ben a marxizmus tanainak terjesztése miatt eltanácsolták a teológiáról, így a Tbiliszi Fizikai Obszervatóriumban kezdett dolgozni.

### Illegális kommunista tevékenysége Grúziában

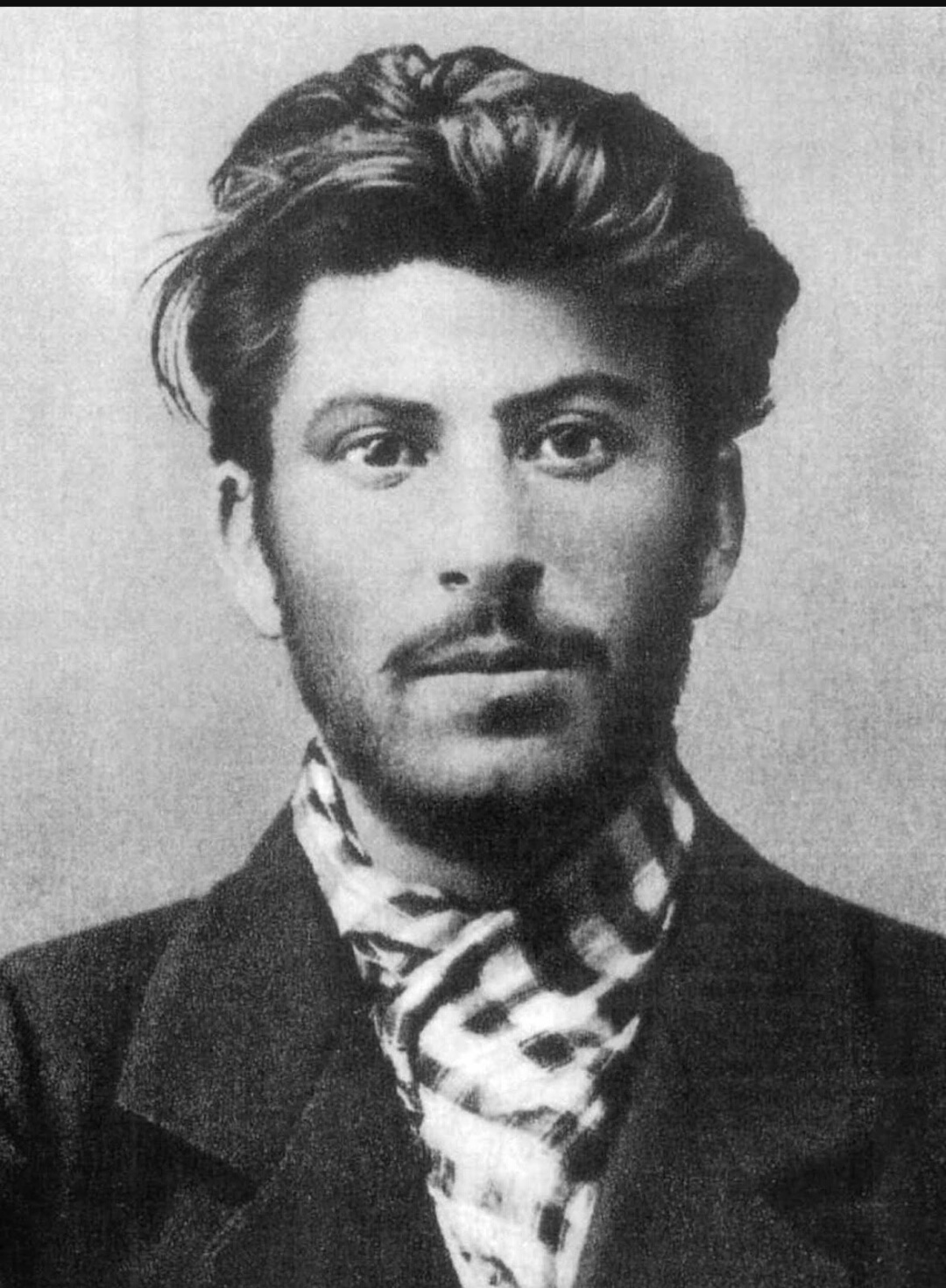
Sztálin 1902-ben

1900-ban, a május elsejei rendezvényen beszédet mondott a munkásoknak. Kapcsolatot létesített V. K. Kurnatovszkijjal, Lenin Iszkra (Szikra) című folyóiratának egyik nagy támogatójával. Tbilisziben ő vezette a központi vasúti műhelyek munkásainak tömegsztrájkját.
1901-ben a Fizikai Obszervatóriumban bujkált a rendőrség elől. Ugyanebben az évben Tbiliszi központjában, a Szoldatszkij piacon vezette a munkások május elsejei demonstrációját. Szeptemberben, Bakuban jelent meg a Brdzola (Harc) című illegális grúz marxista kiadvány első száma, amiben Sztálin is jelentetett meg cikkeket. A Szerkesztők véleménye című cikke felvázolja az újság célkitűzéseit. Megválasztották a szociáldemokraták első tbiliszi bizottságába, amely leninista tanokat követett. Ez a bizottság Batumiba küldte, hogy ott alapítson szociáldemokrata szervezetet. Ez idő alatt is további cikkei jelentek meg a Brdzolában.
1902-ben illegális nyomdát rendezett be Batumiban, ahol röplapokat és kiáltványokat nyomtatott. Sztrájkot szervezett a Mantasev üzemben, ami a munkások győzelmével végződött. A Rothschild üzem sztrájkja közben vezette az ottani sztrájkbizottságot, majd március 8-án a sztrájkolók demonstrációját, amire azért került sor, mert 32 sztrájkoló társukat letartóztatták a cári hatóságok. Március 9-én Batumi üzemeinek 6000 dolgozója részvételével tüntetést szervezett és vezetett az előző nap letartóztatott 300 tüntető szabadon bocsátásáért. A börtön előtti demonstráció ellen kivezényelt rendőrök 15 munkást megöltek és 54-et megsebesítettek; 500 tüntetőt pedig letartóztattak. Aznap éjjel Sztálin kiáltványt tett közzé a tüntető munkások meggyilkolásáról. Március 12-ére gyásztüntetést szervezett a 9-én meggyilkolt sorstársak emlékére. Április 5-én, amikor a Párt csoportjával találkozott, letartóztatták és a batumi börtönbe zárták.

### Börtön és szibériai száműzetés
Sztálin a börtönből is vezette Batumi szociáldemokrata szerveződéseit, röplapokat írt és a börtönlakók között politikai munkát végzett. Közben elég jól megtanult oroszul.
Börtönévei alatt, 1903-ban megválasztották a szociáldemokraták Egyesült Kaukázusi Bizottságának tagjává. Áprilisban átszállították Kutaiszibe, ahol kapcsolatba került más politikai foglyokkal, és tovább hirdette a „lenini” eszméket. Augusztusban visszavitték Batumiba, majd Kelet-Szibériába, Irkutszkba deportálták. Szibériában levelet kapott Lenintől.

### A bolsevik forradalom grúziai előkészítése
1904-ben megszökött a száműzetésből, majd Tbiliszibe ment az Egyesült Kaukázusi Bizottságot vezetni. „Credo” címmel programtervezetet készített, amiben hangot adott egyet nem értésének a Párttal, és annak egyes eszméivel kapcsolatos kérdésekkel. Júniusban Bakuba utazott, ahol feloszlatta a KP mensevik bizottságát, és új bolsevik bizottságot alapított helyette. Bejárta a Transzkaukázus településeit, vitatkozott az ottani mensevik és anarchista csoportokkal, Kutaisziben bolsevik bizottságot alapított. A Brdzola 7. számában cikket írt a „Nemzeti kérdés szociáldemokrata nézőpontból” címmel. Levelek útján tájékoztatta a külföldön tartózkodó grúz bolsevikokat nézeteiről. A Párt Harmadik Kongresszusának összehívásáért kampányolt. Decemberben a bakui munkások általános sztrájkja élére állt.
1905-ben a Brdzola 8. számában cikke jelent meg „A proletárok osztálya és a proletárok pártja” címmel. Kiáltványt intézett a Kaukázus munkásságához. Tbilisziben feloszlatta a mensevik bizottságot, helyette bolsevikot hozott létre. A bakui tatár-örmény mészárlással kapcsolatban röplapot bocsátott ki „Éljen soká az internacionalista testvériség!” címmel. Többezres demonstrációt szervezett Tbilisziben a rendőrség által szított, nemzetiségek közötti öldöklések ellen, az ekkor kiadott röplapjának címe „A polgárokhoz. Éljen soká a Vörös Zászló!” volt. Áprilisban, Bakuban Noe Ramisvilivel, Razsden Arszenidzével és más mensevik vezetőkkel ütköztette gondolatait. Májusban publikálta a „Röviden a Párton belüli nézeteltérésekről” című pamfletet. A Brdzola 10. számában írt cikke a „Fegyveres felkelés és taktikáink” címet viselte. Csiaturában 2000 fős hallgatóság előtt vitázott az anarchistákkal, föderalistákkal és eszerekkel. A Brdzola 11. és 12. számában több cikket is publikált, „Az Ideiglenes Forradalmi Kormány és a szociáldemokrácia”, „A reakció növekszik”, és „A burzsoázia csapdát állít” címmel. Októberben egy munkásgyűlésen mondott beszédet a cár kiáltványáról. Az oroszországi dolgozók sztrájkjával kapcsolatban kiadta a „Polgárok!” és „Az összes dolgozónak!” röplapjait. A Kavkazszkij Rabocsij Lisztok napilap első száma Sztálin vezércikkével jelent meg. Decemberben részt vett az első Összoroszországi Bolsevik Konferencián, ahol személyesen találkozott Leninnel.

### 1906–1911
Az 1906 áprilisában Stockholmban tartott kongresszuson az oroszországi szociáldemokrácia valamennyi áramlatának képviselői jelen voltak. Sztálin (Koba-Ivanovics) a Kaukázus egyetlen bolsevik képviselőjeként volt jelen a tanácskozáson. A stockholmi kongresszuson szóba került a párt „harci osztagainak” kérdése. Ez az osztag intézte a rablótámadásokat (az „expropriációkat”, /a „kisajátításokat”/ ahogy a mozgalmon belül akkoriban nevezték). A rablótámadások célpontjai bankok, pénzszállítmányok, postavonatok voltak. Ezek a cselekmények a párt anyagi alapjainak, pénzeszközeinek gyarapítását szolgálták. A kaukázusi bolsevikok részéről Sztálin irányította a „kisajátítók” akcióit. A „harci osztagok” tevékenysége fegyverraktárak elleni támadásokra is kiterjedt.
1906-ban közzétette „Két összecsapás” című pamfletjét, a Gantiadi 3. számában pedig „Az Állami Duma és a szociáldemokrata stratégia” című cikkét. Az Elva napilapban két cikket írt mezőgazdasági kérdésekről. Az Oroszországi Szociáldemokrata Munkáspárt (OSZDMP) tbiliszi szervezetének vezetőjévé választották a párt 4. kongresszusán, ahol a Mensevik taktikával szembeállítva ismertette a forradalom bolsevik taktikáját. Júniusban megjelent a Akhali Ckhovreba című lap első száma, amelynek lapigazgatója Sztálin volt, aki cikksorozatot jelentetett meg „Anarchizmus vagy szocializmus?” címmel. Elkezdte szervezni az első szakszervezeteket Tbilisziben. Újabb cikkeket írt „Marx és Engels a forradalomról” és „Nemzetközi ellenforradalom” címmel, pamfletet jelentetett meg „A munkások pártjának jelen helyzete és Egység kongresszusa”. Megjelent az Akhali Drojeba első száma, amelyben az osztályharcról írt cikket.
1907-ben megjelentek a Mnatobi, a Dro, a Bakinszkij Proletarij, a Gudok és a Csveni Ckhovreba napilapok első számai, szintén Sztálin irányítása alatt, és „A szentpétervári választási kampány és a mensevikek” című cikkével. Az évben megjelent további cikkei: „A proletariátus küzd, a burzsoázia a kormánnyal szövetkezik”, „In memoriam G. Telia elvtárs”, „A haladó proletariátus és az ötödik kongresszus”, „Zűrzavar…”, „A mi kaukázusi bohócaink”, „A Duma feloszlatása és a proletariátus feladatai”, „Az Orosz Szociáldemokrata Munkáspárt londoni kongresszusa”. Sztálin vezetésével folyt a kampány a Harmadik Állami Duma megválasztásának idején. Beszédet mondott Khanlar Szafaralijev, egy kapitalisták által meggyilkolt munkás sírjánál. Szociáldemokrata képviselőkhöz címzett, „Meghatalmazás” című írását a munkások képviselői elfogadták egy bakui tanácskozáson. Sztálint megválasztották az OSZDMP bakui bizottságának tagjává, melynek gyűlését ekkor a szabuncsi kórház épületében tartották. Egynapos sztrájkot szerveztek, hogy tiltakozzanak a szociáldemokrata képviselőcsoport ellen a Második Állami Dumában elhangzott vádak ellen. Sztálin négy hónapos kampányt folytatott annak érdekében, hogy a bakui olajvállalatok tulajdonosaival a munkások jogait garantáló megállapodást írjanak alá.
1908. januárban „A választások előtt” címmel vezércikket írt a Gudokban. Január-február folyamán a bakui bolsevikok hatalmas sztrájksorozatot szerveztek. Februárban vezércikke jelent meg a Gudokban, „Részletesebben a garanciákról való tanácskozásról” címmel. Az OSZDMP bakui bizottságának élén Önvédelmi Alakulatot szervezett, a Feketeszázak egyre gyakoribb támadásai miatt. Márciusban három vezércikket írt a Gudokban: „Mire tanítanak legutóbbi sztrájkjaink?”, „Az olajvállalat-tulajdonosok taktikájának változása”, és „Készülődnünk kell!” címmel. Március 25-én Gajoz Nizsaradze álnevet használt, amikor letartóztatták és a bakui Bailovi börtönbe zárták. A börtönben is cikkeket írt a Gudokba és a Bakinszkij Proletarijba, vezette az OSZDMP bakui bizottságát, és kapcsolatot tartott a bakui bolsevikokkal. Propagandamunkát folytatott a politikai foglyok között a börtönben, vitatkozott a forradalmi szocialistákkal és a mensevikekkel, a politikai foglyok körében megszervezte a marxista tanok tanulmányozását. Ez idő alatt megjelent cikkei: „Gazdasági terror és a munkásmozgalom”, „Az olajtulajdonosok és a gazdasági terror”, „Lakájszocialisták”, „A Konferencia és a munkások”. Novemberben két évre deportálták a Vologdai kormányzóságba, ahol folyamatos rendőrségi felügyelet alatt maradt.
1909 januárjában érkezett meg a vologdai börtönbe, majd száműzetésének végleges helye Szolvicsegodszk lett. Odafelé útközben megbetegedett és a Vjatkai kormányzóság önkormányzati kórházába került, így csak február végére érkezett meg. Júniusban megszökött, rövid időt Szentpétervárott töltött, majd titokban visszatért Bakuba, ahol folytatta az újraalakuló bolsevik szervezetek munkájának vezetését. Egy év szünet után ismét cikket írt, „A Párt válsága és egyéb feladataink” címmel. Az OSZDMP bakui bizottságának augusztusi ülésén elfogadták a Bakinszkij Proletarij szerkesztőségi ügyeinek állapotáról szóló határozatot, a szerkesztőség többsége véleményével alátámasztva, Lenin előadásában. Augusztus végén megjelentették az „A Párt válsága és egyéb feladataink” és „A közelgő általános sztrájk” cikkeinek következtetéseit. Szeptemberben Tbiliszibe utazott, ahol megszervezte a bolsevikok fellépését a mensevik likvidátorok ellen. Bakuba visszatérve újra elkezdte az illegális nyomda létrehozását. Októberben Tbilisziben megszervezte a Párt Városi Kongresszusát és a Tbilisszkij Proletarij című bolsevik lap megjelenését. Decemberben röplapot bocsátott ki „A decemberi sztrájk és a decemberi megegyezés” címmel, az 1904-es sztrájk ötödik évfordulójára.
1910-től kezdve a párt Központi Bizottságának képviselője lett. Januárban az OSZDMP bakui bizottságán keresztül javaslatot tett egy általános pártgyűlés összehívására, valamint javasolta, hogy helyezzék át a párt vezetését Oroszországba, és adjanak ki egy országos orosz vezető napilapot. Márciusban letartóztatták Zahar Grigorjan Melikjanc álnéven, és megjelent „August Bebel, a német munkásság vezetője” röplapja. A bakui Bailóvi börtönbe zárták. Szeptemberben kézhez kapta a kaukázusi helytartó határozatát, ami öt évre kitiltotta a Kaukázusból. Felügyelet alatt Szolvicsegodszkba szállították. A fogságban kapcsolatot létesített Leninnel, valamint találkozókat szervezett a többi száműzöttnek, ahol újságokat olvastak, és megvitatták a politikai eseményeket. Decemberben levelet írt „Levél a Párt Központi Bizottságának a szolvicsegodszki száműzetésből” címmel.
1911 márciusától júniusáig a rendőrség többször házkutatást tartott Sztálin lakhelyén, Szolvicsegodszkban. Júniusban távollétében jelölték a párt konferenciájának szervezőbizottságába. Három napig szigorú őrizetben tartották, mert találkozót szervezett a száműzött szociáldemokratáknak. Június végén felmentették az őrizet alól, és mivel a Kaukázusból ki volt tiltva, Vologdába ment, ahol titkosrendőrségi felügyelet alatt tartották. Levelet írt a Rabocsaja Gazetának (Munkások Lapja), amelynek főszerkesztője Lenin volt, arról, hogy Moszkvában vagy Pétervárott akar tevékenykedni. Szeptemberben titokban Pétervárra utazott, ahol P. A. Csizsikov álnéven tartózkodott, kapcsolatot létesített Szilvesztr Todria és Szergej Allilujev (későbbi apósa) bolsevikokkal, valamint a párt ottani szervezetével. Azonnal letartóztatták és a szentpétervári fogdába zárták. Decemberben Vologdába deportálták, hogy három évig rendőrségi felügyelet alatt tartsák.

### 1912–1917

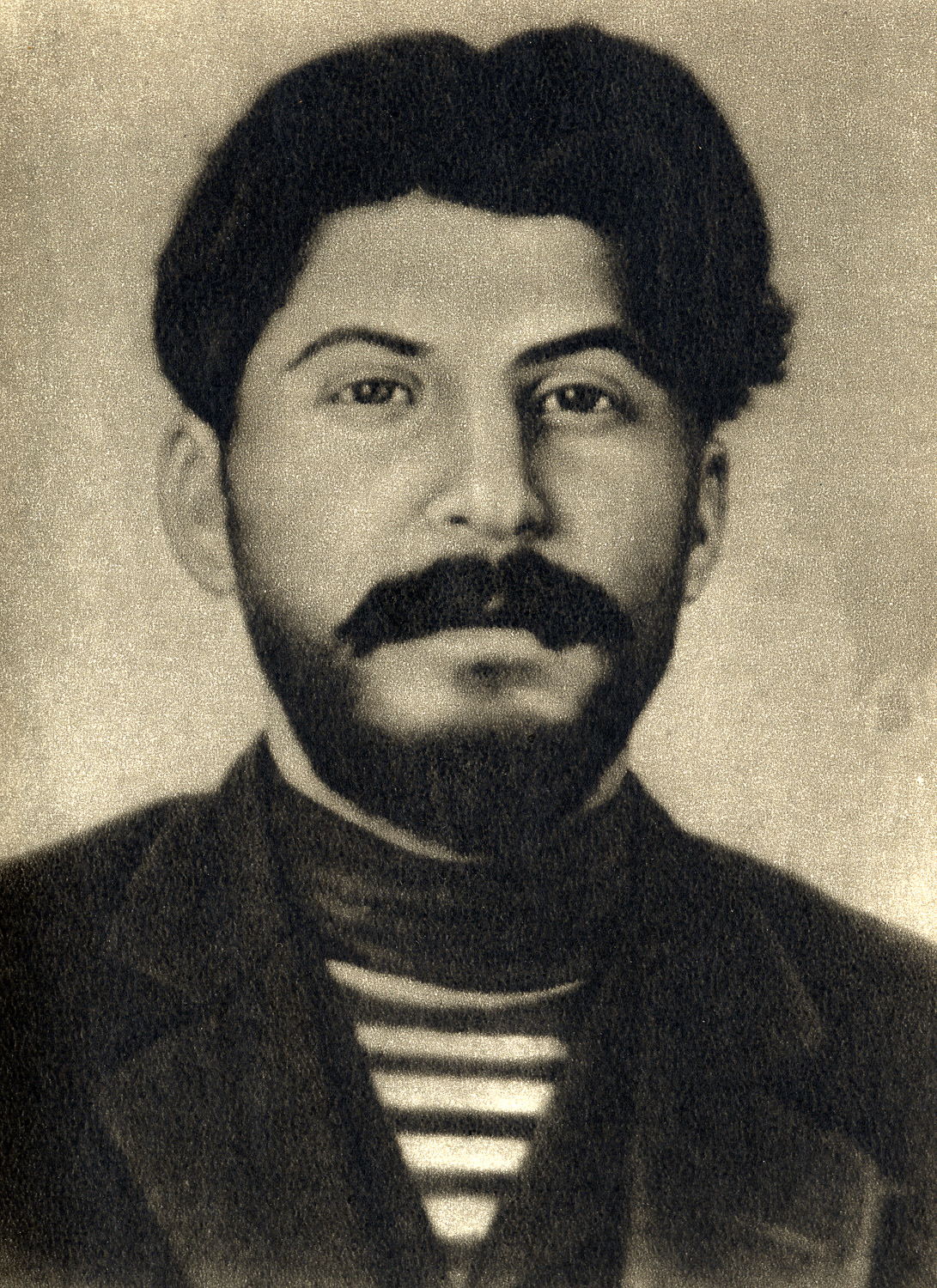
Sztálin 1912-ben

1912 januárjában távollétében a Hatodik Pártkongresszus megválasztotta a Bolsevik Párt Központi Bizottságának tagjává, és megbízta az oroszországi forradalmi tevékenység irányításával. Február végén emiatt megszökött Vologdából. Márciusban az OSZDMP Központi Bizottsága nevében írt, „A Párthoz!” c. röplapja széles körben elterjedt Oroszországban. Márciusban Bakuba és Tbiliszibe látogatott, ahol a helyi konferencián megerősítették a Párt 6. Kongresszusának határozatait. Áprilisban Szentpétervárra utazott. A Zvezda bolsevik lapot szerkesztette, az alábbi cikkei jelentek meg benne: „Egy új időszak”, „Az élet diadalmaskodik!”, „Jól dolgoznak…”, „Megtört a jég!”, „Így készülnek a választásokra”, „Következtetések”. Megállapodásokat kötött a Harmadik Állami Duma szociáldemokrata képviselőivel, Nyikolaj Gurjevics Poletajevvel és Ivan Petrovics Pokrovszkijjal, arról, hogy M. Sz. Olminszkij és N. N. Baturin bolsevik újságírókkal megjelentethessék a Pravdát. Április 22-én megjelent a Pravda első száma, Sztálin „Céljaink” c. cikkével. Azonnal letartóztatták és bebörtönözték, júliusban Narinba deportálták, hároméves rendőri felügyeletet szabtak ki rá, de már szeptemberben megszökött. Ekkor Pétervárra utazott, hogy a Negyedik Állami Duma megválasztásának kampányát irányítsa, harcoljon a mensevikek ellen, és szerkessze a Pravdát. Októberben egy napos sztrájkot hirdetett, tiltakozásul az ellen, hogy igazságtalanul törölték a legnagyobb szentpétervári üzemek dolgozói által választott jelölteket. Titkos pártértekezletet hívott össze a mensevik likvidátorok elleni harc megvitatására. Megírta a „Megbízatás a szentpétervári munkásoktól képviselőik számára” cikket, amit elküldött Leninnek, aki a Szociáldemokratában megjelentette. A jelöltek elfogadták a „Megbízatást”. Sztálin cikket írt a Pravdába „A választók jelöltjeinek akarata” címmel. Október végén cikke jelent meg a Pravdában „A mai nap a választás napja” címmel, majd Moszkvában meglátogatta a megválasztott bolsevik képviselőket. Novemberben titokban Krakkóba utazott meglátogatni Lenint. Lenin visszaküldte a „Megbízatást” a Pravdának, hogy jelenjen meg feltűnő helyen, nagy méretben. Sztálin részt vett az OSZDMP Központi Bizottságának találkozóján Krakkóban. Visszatérve Szentpétervárra, a szociáldemokrata képviselőcsoport munkáját irányította. Lenin kérte, hogy szervezze meg január 9-e évfordulóját, és írjon röplapokat ezzel kapcsolatban. Decemberben pedig titokban ismét Krakkóba utazott, hogy találkozzon a Központi Bizottsággal és a Negyedik Duma hat bolsevik képviselőjével. December végén megjelent az „Oroszország összes munkásának és munkásnőjének!” című röplap.
1913. januárban a Szociáldemokratában megjelent két cikke: „A szentpétervári választásokról” és az „Úton a nacionalizmus felé”. Krakkóból Bécsbe utazott, hogy nyomtatásra előkészítse Lenin „Hirdetményét”, ami a krakkói találkozó eredményeit tartalmazta. Megírta a „Szociáldemokrácia és a nemzeti kérdés” munkáját, ami márciustól májusig jelent meg a Proszvescsenyije folyóiratban. Februárban röplapot bocsátott ki „A lénai mészárlás évfordulójára”. Szentpétervárra visszatérve, februárban belekezdett a Pravda szerkesztőségének újjászervezésébe. Február 23-án letartóztatták, és bebörtönözték. A Pravdában ezután jelent meg „A szociáldemokrata képviselőcsoport helyzete a Dumában” című cikke. Négy évre ítélték, és Turuhanszk vidékére szállították, augusztusban érkezett meg egy Kosztyino nevű falucskába.
1914 márciusában átszállították Kurejkába, egy a sarkkörtől északra található faluba, ahol szigorú rendőri őrizet alatt tartották.
1915. februárban levelet írt Leninnek, amelyben kritizálta a Georgij Plehanov által képviselt vonalat, illetve az opportunista nemzetközi szociáldemokráciát. Nyáron Monasztirszkojéban gyűlést tartottak az OSZDMP Központi Bizottságának száműzött tagjaival és a Duma bolsevik képviselőivel. Novemberben ismét levelet írt Leninnek.
1916 februárjában elküldte a pártnak a nemzeti kérdésről írt munkáit. Egy másik levelében érdeklődött „Kulturális-nemzeti autonómia” cikkéről, amit korábban küldött. Márciusban más száműzöttekkel közös levelet ír a Voproszi Sztrahovanyija (A biztosítás kérdései) bolsevik lapnak. Decemberben, mivel a száműzött személyek besorozásáról döntöttek, Sztálint is elszállították Krasznojarszkba. Szibériában Kamenyevvel raboskodik együtt, aki odaadta Sztálinnak a zokniját, mert elfagyott a lába. 1917. februárban tértek vissza Moszkvába kettesben, a legjobb barátságban. Molotov átadta nekik a Pravda szerkesztését. Júliusban Lenin Finnországból küldözgette nekik a cikkeket, de nem közölték. „Koba (…) ezekben a napokban Kamenyevet követte, és mensevik eszméket hirdetett”, írja Trockij. Valójában Sztálin az elbukott júliusi felkelés után nem akart ujjat húzni az Ideiglenes Kormánnyal, ezért nem közölte Lenin radikális hangvételű cikkeit. A VI. kongresszuson (augusztus) durván megtámadta tegnapi barátját, Kamenyevet és a mensevikeket. Lenin elnézte neki, hogy nem adatta ki a cikkeket, és Sztálin a KB tagja lett „Iljics” (Lenin) ajánlására. Az októberi fordulat idején rajta keresztül tartották Leninnel a kapcsolatot, Trockij szerint azért, mert „a rendőrség vele törődött a legkevésbé”.

### 1918–1924
1918 után Sztálin a párt egyik legfontosabb embere marad, a KB tagja. Szverdlov halála után Lenin őt bízta meg, hogy egységesítse a párttagságot. Ő lett (1922) a pártfőtitkár. 1922 elején, első agyvérzése után Lenin félt, hogy nem tudja többet irányítani Sztálint, ezért a következő kongresszuson meg akarta semmisíteni. Az ürügy a „grúz ügy” volt. Sztálin a grúzok autonómiára való törekvéseit elutasította, a grúzok tiltakoztak. Vizsgálóbizottság alakult, amelynek egyik tagja, Ordzsonikidze fülön harapta a grúz államelnököt. Lenin bűncselekménnyé fújta fel ezt, a „nagyorosz sovinizmus” kifejeződését látta benne. Sztálint tette felelőssé a történtekért. 1922 nyarán Lenin második agyvérzése után cikksorozatba kezdett A Munkás-Paraszt Felügyelet eredményeiről címmel, és rossznak ítélte Sztálin munkáját a szervezet élén. A kongresszus előtt, március 5-én Lenin harmadik agyvérzése következtében elvesztette beszélőképességét. A kongresszuson Sztálin a helyén maradt.
1924 januárjában meghalt Vlagyimir Iljics Lenin. Úgynevezett Politikai végrendeletét (Levél a kongresszushoz), amely többek között kritizálta Sztálint és Trockijt, továbbá javaslatot tett Sztálin elmozdítására a pártfőtitkári székből, Krupszkaja május 18-án átadta a Központi Bizottságnak. A testület azonban május 24-én úgy döntött, hogy azt nem lehet felolvasni és sokszorosítani, csak a kongresszusra érkező küldöttekkel csoportonként ismertetni. A KB-ülésen e döntés érdekében Sztálin fogadkozott hogy megváltozik. A Végrendeletet félretették, csak a XX. pártkongresszus (1956) után publikálták.
Sztálin munkája az 1923–24-es években főleg a Trockij-platform visszaszorításával telt. Kamenyev és Zinovjev támogatásának köszönhetően maradt pártfőtitkár. Mindvégig a józan, mérsékelt békéltető szerepét játszotta. Ekkoriban írja a Lenin eszméit kissé leegyszerűsítve értelmező A leninizmus alapjai c. könyvet, melyben Lenint is „a szocializmus felépítése egy országban” jelszó igazolására használja. A szocializmus egy országban egyrészt Trockij permanens forradalom jelszavával volt szembeállítható, másrészt ezzel a tannal Sztálin a nemzetközi elszigetelődés okozta kényszerű helyzetet elfogadhatónak és a forradalom célkitűzéseivel összhangba hozhatónak állította be.

### 1924–1929
1924-ben, Lenin halála után hatalmi harc kezdődött a pártvezetőségen belül. Elsőnek Trockij lendült támadásba: Október tanulságai címmel cikket jelentetett meg, amiben a saját érdemeit hangsúlyozta a forradalomban. Klikkjét a párton belül „baloldaliaknak” nevezték. Tagjai voltak Kresztyinszkij, Muralov is. Trockijjal szemben a Sztálin–Zinovjev–Kamenyev trojka állt. A „jobboldali platform” főnökei Buharin, Rikov és Tomszkij voltak. Sztálin mindig pragmatikus, hideg fejű politikus volt, a hatalom megőrzése volt a célja, ehhez igazította a magatartását. Ebben az értelemben komplett opportunista volt. A baloldali ellenzék, ami 1925-től Zinovjevet és Kamenyevet is jelentette, nem fogadta el a „szocializmus egy országban” tant. A NEP-viszonyokat Trockijék csak átmeneti periódusnak fogták fel, Buharin, a párt egyik közgazdásza a NEP folytatása mellett volt. Sztálin Preobrazsenszkijjel szemben Buharinnak adott igazat, de az erősödő gabonaválság miatt 1929-ben Buharin koncepciója ellen fordult.
Külpolitikáját tekintve Sztálin a Szovjetunió nemzetközi elismertségét tartotta legfontosabbnak, a valóságban azonban több nagyhatalommal (például Nagy-Britannia) megromlott a kapcsolata. (A jó benyomások miatt nevezték ki még 1918-ban külügyi népbiztosnak a Romanovok rokonát, Georgij Csicserint, aki a forradalom előtt is a külügyben dolgozott.)
A mezőgazdaságban Sztálin 1928-ban jelentette be a fordulatot a kollektivizálás és az első ötéves terv meghirdetésével. A piaci viszonyokat korlátozták, ún. állami tervgazdálkodásra tértek át, ami a „jobboldaliak” ellenkezését váltotta ki. 1928 nyarán Sztálin még tagadta, hogy létezne a konfliktus, ám az 1929-es XVI. pártkongresszuson a jobboldaliakat kizárták.

## Az első ötéves terv: iparosítás, kollektivizálás

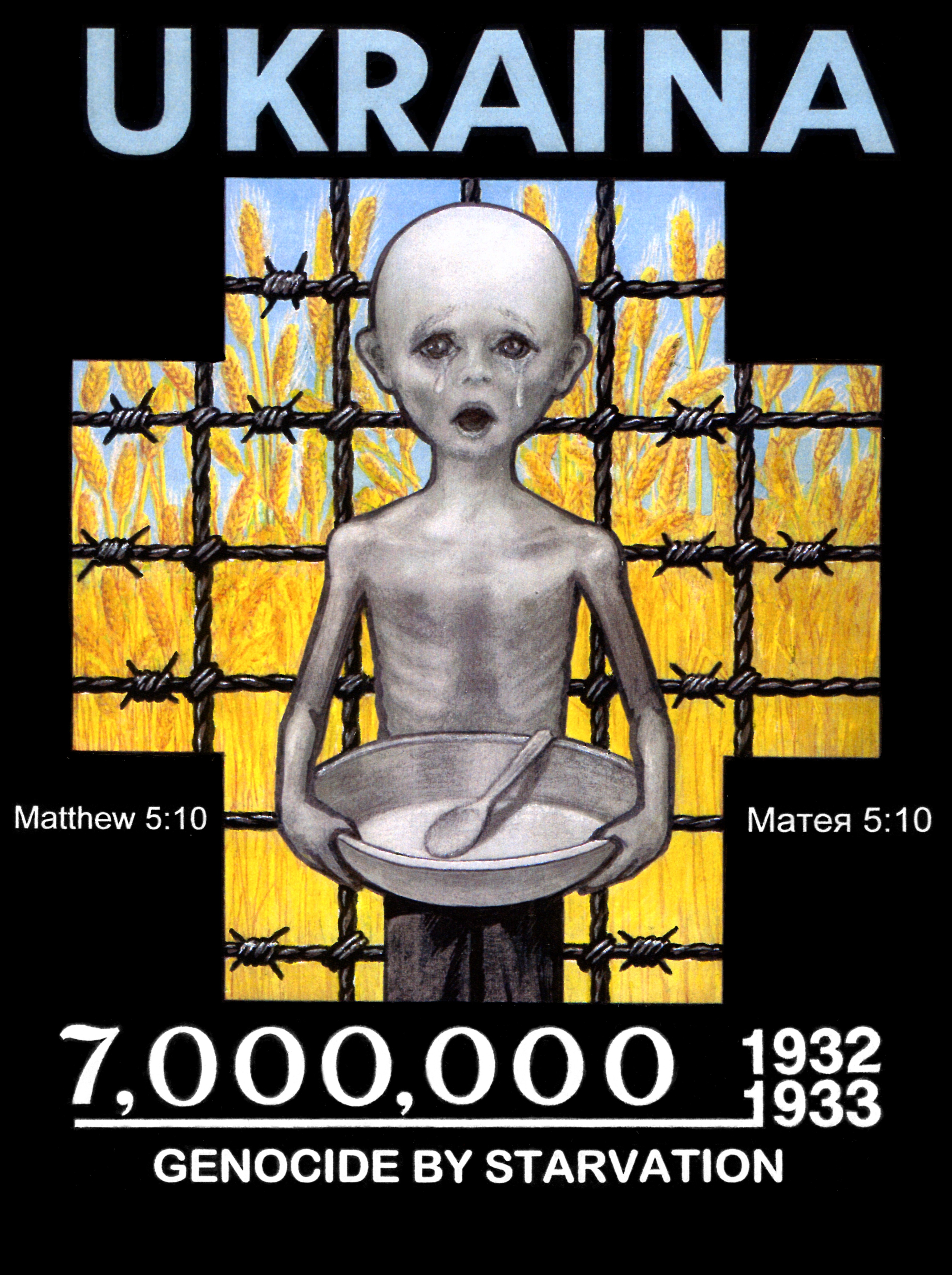
A holodomorra emlékeztető plakát

A „kulákság teljes felszámolását” Sztálin nemcsak gazdaságilag és politikailag, hanem fizikailag is értette: a kollektivizálás során 11 millió kulákot telepítettek ki, akik közül több mint egymilliót megöltek. 1930 és 1932 között Ukrajnában a kollektivizálás és a parasztság ellenállása következtében hatalmas éhínség tombolt, amelyben valószínűleg emberek milliói haltak éhen (hétmillióra becsülik az áldozatok számát).
A holodomor (ukránul: Голодомор, magyarul éhhalál) az ukrán nép történetének egyik legnagyobb katasztrófája: közvetlen halálos áldozatainak számát 3-3,5 millió és 7,5 millió közé teszik, amiből csak a gyermek áldozatok száma 3 millió volt.

## A nagy tisztogatás (jezsovscsina), 1934–1939
- 1934. december elsején Leningrádban egy merénylő lelőtte Kirovot, a város párttitkárát és első számú vezetőjét, aki népszerű volt a párton belül. Sztálin azonnal Leningrádba utazott, és személyesen irányította a vizsgálatot. Tömeges letartóztatások és deportálások kezdődtek. (1935-ben Sztálin javaslatára bizonyos bűncselekmények esetében eltörölték a halálbüntetés tilalmát a 12 és 16 év közötti gyermekekre. Nincs azonban nyoma annak, hogy  valaha is sor került volna kivégzésre e szabályok alapján, noha 1936-ban egy sorozatos nemi erőszakot elkövető, 15–18 éves fiúkból álló banda 16 éves vezetőjének esetében ez felmerült. A banditizmus egyébként sem szerepelt az e körbe tartozó bűncselekmények listájában.)
- A legfőbb pártvezetők, Lenin egykori munkatársainak perei több hullámban 1936 nyarától kezdve zajlottak.
- 1939-ben szovjet befolyású alternatív kormányokat kiáltat ki a balti államokban, hogy néhány nap alatt annektálja azokat. Sztálin hasonló kísérletet tesz Finnországgal, amely a szovjet fenyegetések ellenére megvédi függetlenségét, és területi engedményekkel (Karélia átadása a Szovjetuniónak) békét köt.
- A hitleri Németország Lengyelország ellen indított támadásával (1939) egy időben megtámadja és megszerzi Lengyelország keleti felét. A fogságba került lengyel értelmiségiek és tisztek nagy részét kivégezteti (katyńi vérengzés).

## A II. világháború kezdete
1939 tavaszán a Szovjetunió javaslatot tesz az első világháborús brit-francia-orosz Antant felújítására.
1939 augusztusában újabb brit-francia-szovjet katonai tárgyalások kezdődnek Moszkvában, melyek végül eredménytelenül megszakadnak. Moszkvában szovjet-német megnemtámadási szerződést írnak alá, az ún. Molotov-Ribbentrop paktum titkos záradékában felosztják egymás között Északkelet-Európát.
Lengyelországot hozzávetőleg a Curzon-vonal mentén „megfelezik”. Litvánia német, Észtország és Lettország szovjet érdekszférába kerül.
1939. szeptember 1-jén Németország megtámadja Lengyelországot. Szeptember közepén a Szovjetunió is megtámadja Lengyelországot. A német hadsereg bekeríti a lengyel főerőket. A lengyel kormány Romániába (később Párizsba, onnan Londonba) emigrál. Magyarország megnyitja határát a lengyel menekültek előtt. A szovjet hadiflotta behatol az észt felségvizekre (átveszi a tengeri térség felügyeletét). Sosnkowski tábornok megkezdi a hazai lengyel partizáncsapatok szervezését. Lengyelország keleti tartományait a Szovjetunióhoz csatolják. Litván csapatok vonulnak be Vilniusba (10-én csatolták Lengyelországtól Litvániához).
1939 őszén német-szovjet szerződést írnak alá a német ajkú lakosság áttelepítéséről a Szovjetunió területéről a Német Birodalomba. A Szovjetunió felmondja a Finnországgal fennálló megnemtámadási szerződést. Terioki finn határvárosban a Finn Kommunista Párt kikiáltja a Szovjet-Finn Köztársaságot. A Szovjetunió ezt elismeri, s kölcsönös segítségnyújtási szerződést köt vele, egyben megszakítja a diplomáciai viszonyt Finnországgal. Otto Kuusinen szovjet-finn kormányfő behívja a szovjet csapatokat. A Szovjetunió megtámadja Finnországot. A Szovjetuniót a finn hadjárat miatt kizárják a Népszövetségből.
1940-ben sikertelen szovjet offenzíva indul a finn védelem ellen. Budapesten önkéntes zászlóalj alakul, amely másnap elindul Finnországba. Parancsnoka Kémeri Nagy Imre főhadnagy. Februárban újabb sikertelen szovjet offenzíva indul a finn védelem ellen. A brit-francia Legfelsőbb Haditanács határozatot hoz expedíciós hadtest felállításáról és kiküldéséről Finnországba a szovjet csapatok elleni harcra. A magyar önkéntes zászlóalj megérkezik Finnországba. Német-szovjet gazdasági egyezményt írnak alá. Karéliában a szovjet csapatok áttörik a finn Mannerheim-vonalat. Finnország katonai segítséget kér Svédországtól, amit az elutasít. Nagy-Britannia és Franciaország kéri Svédországtól csapatai átengedését Finnország megsegítésére. Koppenhágában a svéd, norvég és dán külügyminiszteri értekezleten semlegességi nyilatkozatot fogadnak el a szovjet-finn háborúban. A svéd kormány elutasítja a február 16-ai brit-francia kérést. Nagy-Britannia és Franciaország kéri Norvégiától és ismételten Svédországtól csapatai átengedését. Márciusban a szovjet hadsereg megindítja végső offenzíváját Finnország ellen Viipuri térségében. A svéd és a norvég kormány elutasítja a brit-francia expedíciós hadtest átvonulását Finnország irányába. Végül Finnország fegyverszünetet kér. 1940. március 12-én szovjet-finn békeszerződést írnak alá Moszkvában.
1940 tavaszán a Szovjetunió nyugati területein, Katyńnban és másutt legkevesebb 22 ezer lengyel foglyot gyilkoltak le. Egy orosz forrás szerint több mint 20 ezer (более 20 тысяч) volt az áldozatok száma.
1940 nyarán a Szovjetunió jegyzékben követeli vissza Romániától Besszarábiát és a cári birodalomhoz sosem tartozott Észak-Bukovinát. Mindkét területet a Szovjetunióhoz csatolják. A Szovjetunióhoz csatolják Litvániát, Lettországot, Észtországot.
1940 őszén újabb német-szovjet szerződést írnak alá a német ajkú lakosság áttelepítéséről a Szovjetunió területéről a Német Birodalomhoz 1938 óta közvetlenül hozzácsatolt területekre. Molotov szovjet külügyminiszter Berlinben a Szovjetunió Háromhatalmi Egyezményhez történő csatlakozásáról és a világ érdekszférákra való felosztásáról tárgyal.
1941 januárjában újabb német-szovjet szerződést írnak alá a német ajkú lakosság áttelepítéséről a Szovjetunió területéről a Német Birodalomhoz 1938 óta közvetlenül hozzácsatolt területekre. A Szovjetunió 7,5 millió aranydollárért megvásárolja Németországtól a litván Mariampol járást.
1941 februárjában Halder vezérezredes, a német szárazföldi csapatok főparancsnokságának (OKH) vezérkari főnöke javasolja Hitlernek Magyarország bevonását a Szovjetunió elleni támadásba, amit Hitler elutasít.
1941 márciusában a Szovjetunió visszaadja Magyarországnak az 1848–49-es zászlókat, amelyek 24-én érkeznek meg Budapestre.
1941. április 13-án szovjet-japán barátsági és megnemtámadási (gyakorlatilag semlegességi) egyezményt írnak alá.
1941. június: Werth Henrik vezérkarfőnök újabb memorandumban sürgeti Magyarország bekapcsolódását a várható német–szovjet konfliktusba Németország oldalán. Az USA befagyasztja a német és az olasz követeléseket. Német-török barátsági szerződést írnak alá.
1941. június 22. – Németország előzetes hadüzenet nélkül megtámadja a Szovjetuniót. Olaszország és Románia még aznap, Szlovákia 23-án, Horvátország és Finnország 25-én hadat üzen a Szovjetuniónak. A magyar vezérkar lezáratja a szovjet határt.
1941. június 23. – Molotov szovjet külügyi népbiztos kijelenti Kristóffy József moszkvai magyar követnek, hogy a Szovjetuniónak nincsenek területi igényei Magyarországgal szemben, s adott esetben megértő magatartást tanúsítana a további magyar revíziót illetően Romániával szemben.
1941. június 24. – Az előző napi minisztertanácsi határozat alapján Magyarország megszakítja a diplomáciai viszonyt a Szovjetunióval.
A német támadás 1941. június 22-én váratlanul érte a Szovjetuniót, hadserege – részben a tisztogatások következtében – felkészületlen volt. Sztálin összeomlott, napokig nem jelent meg a nyilvánosság előtt. Hamarosan azonban magára talált, és ösztönösen jó stratégának bizonyult. Hatalmas szervezőmunkát végzett, a győzelem érdekében kérlelhetetlennek bizonyult.
A szovjet győzelmek és a Szovjetunió részvétele a Németország elleni koalícióban megnövelte mind a Szovjetunió, mind Sztálin tekintélyét. Sztálin részt vett a szövetséges nagyhatalmak vezetőinek konferenciáin (Teherán, Jalta, Potsdam), amelyeken meghatározták a közös háborús feladatokat és a békekötés utáni rendezés alapelveit, valamint az új érdekszférákat. E konferenciákon nagy tekintélyt szerzett személyes képességeivel is.

## A háború után

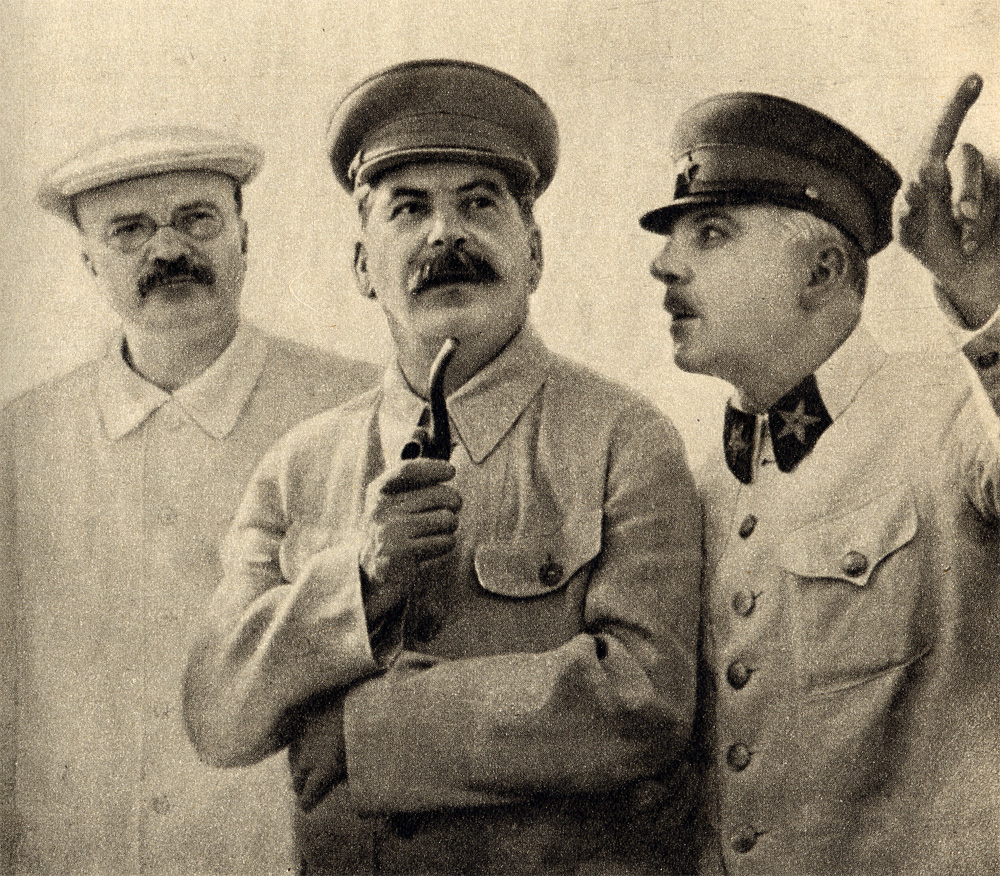
Sztálin Molotovval és Vorosilovval

A háború után Sztálin visszatért a terror és a tervgazdálkodás politikájához a titkosrendőrség, az MVD (1946-ig NKVD) segítségével. A párt végképp az apparátcsikok pártjává vált: a 7 millió tagból kb. 60%-nyi apparátcsik volt. A hazatérő hadifoglyokat és az elfogott németeket Szibériába vitték. Újabb kitelepítések, koncepciós perek következtek. Egy másfél milliós népet, a krími tatárokat deportálták Szibériába. Edvard Radzinszkij szerint Titónak kellett Trockij, a zsidóknak a fasiszták szerepét eljátszaniuk az újabb perekben (például a Voznyeszenszkij-perben). A háború idején működő Zsidó Antifasiszta Bizottság tagjait letartóztatták, és – Lina Stern kivételével – kivégezték. Korábbi harcostársaival is megromlott a viszonya: a legfelső irányító szervbe, a Központi Bizottságon (egykori Politbüro) belüli irodába nem fért be se Molotov, se Mikoján; (Kaganovics és Vorosilov igen, de Sztálin egyre kevesebbet hívta már őket a nyaralójába). 1952-ben, a XIX. pártkongresszuson csak 6-7 perces záróbeszédet mondott, hogy azt higgyék, testileg meggyengült (ezután a KB ülésén csaknem két órán keresztül beszélt). Állítólag 1953. március 5-re a zsidók összegyűjtését és deportálását adta parancsba, de március 2-án agyvérzést kapott, és már nem tért magához.

## Halála

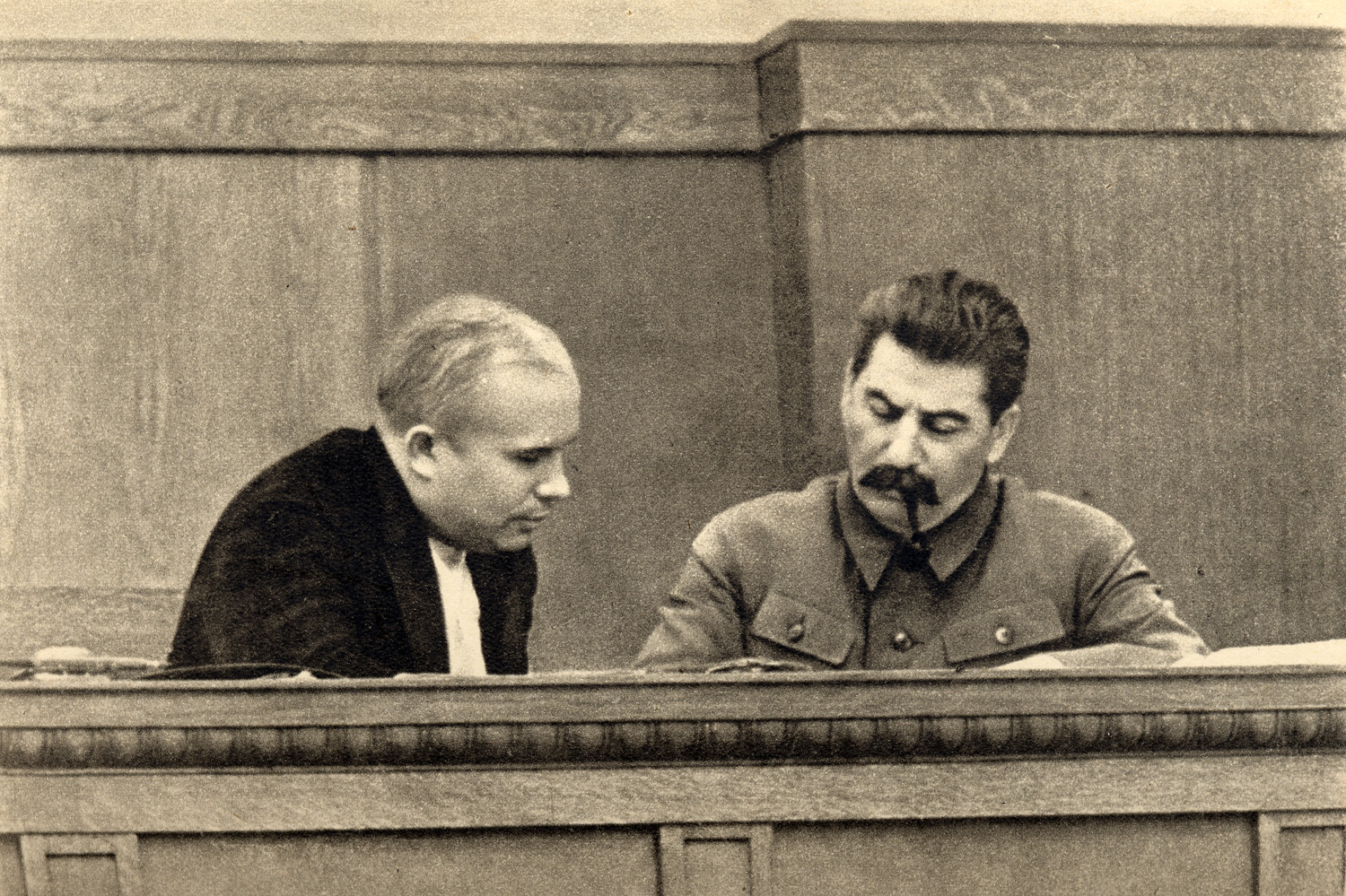
Sztálin és Hruscsov
1936 januárjában

A legenda szerint Berija megfojtotta; valójában csak az orvost nem hívták ki hozzá idejében. Edvard Radzinszkij publikál egy beszélgetést Lozgacsovval, az akkori őrparancsnok-helyettessel, amely cáfolja Hruscsov emlékirataiban leírt verzióját. Sztálinhoz csak rosszulléte után 11 órával jött orvos.
A kórboncnoki jelentés szerint Sztálin halálát agyvérzés okozta. A visszaemlékezések szerint rosszulléte után egész éjszaka egyedül feküdt a földön, orvosi ellátás nélkül. Berija azzal küldött el mindenkit, hogy Sztálin alszik.
Molotov 1993-ban megjelent visszaemlékezésében felidézi, hogy Berija azzal „dicsekedett” neki: ő mérgezte meg Sztálint.
2003-ban egy közös orosz–amerikai történészcsoport olyan közleményt adott ki, amely szerint Sztálin szervezetébe warfarin (erős patkányméreg) jutott, amely megakadályozza a vér megalvadását, és embernél agyvérzést okoz. Mivel a szer szagtalan és íztelen, könnyen beadható az áldozatnak. A warfarint egyébként az 1950-es évek közepén az orvosok a nyugati országokban is alkalmazták szívinfarktus veszélyének kitett betegeknél.
1955-ben Dwight Eisenhower, az USA elnöke is warfarin injekciót kapott, miután szívrohamon esett át. A warfarin kumarinszármazék a K-vitamin gátlásán keresztül hat a véralvadásra, hozzá hasonló vegyületek a legelterjedtebb véralvadásgátló gyógyszerek közé tartoznak. Használják a szívinfarktus, ritmuszavarok, trombózisok kezelésében.

## Emlékezete Magyarországon

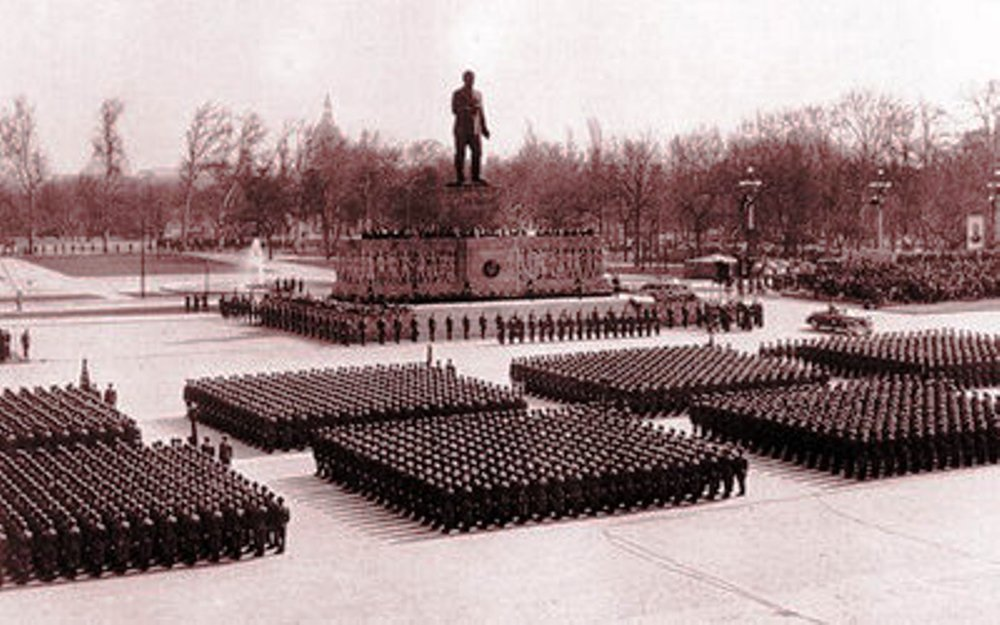
A Regnum Marianum helyére épített dísztribün a fölé magasodó Sztálin-szoborral

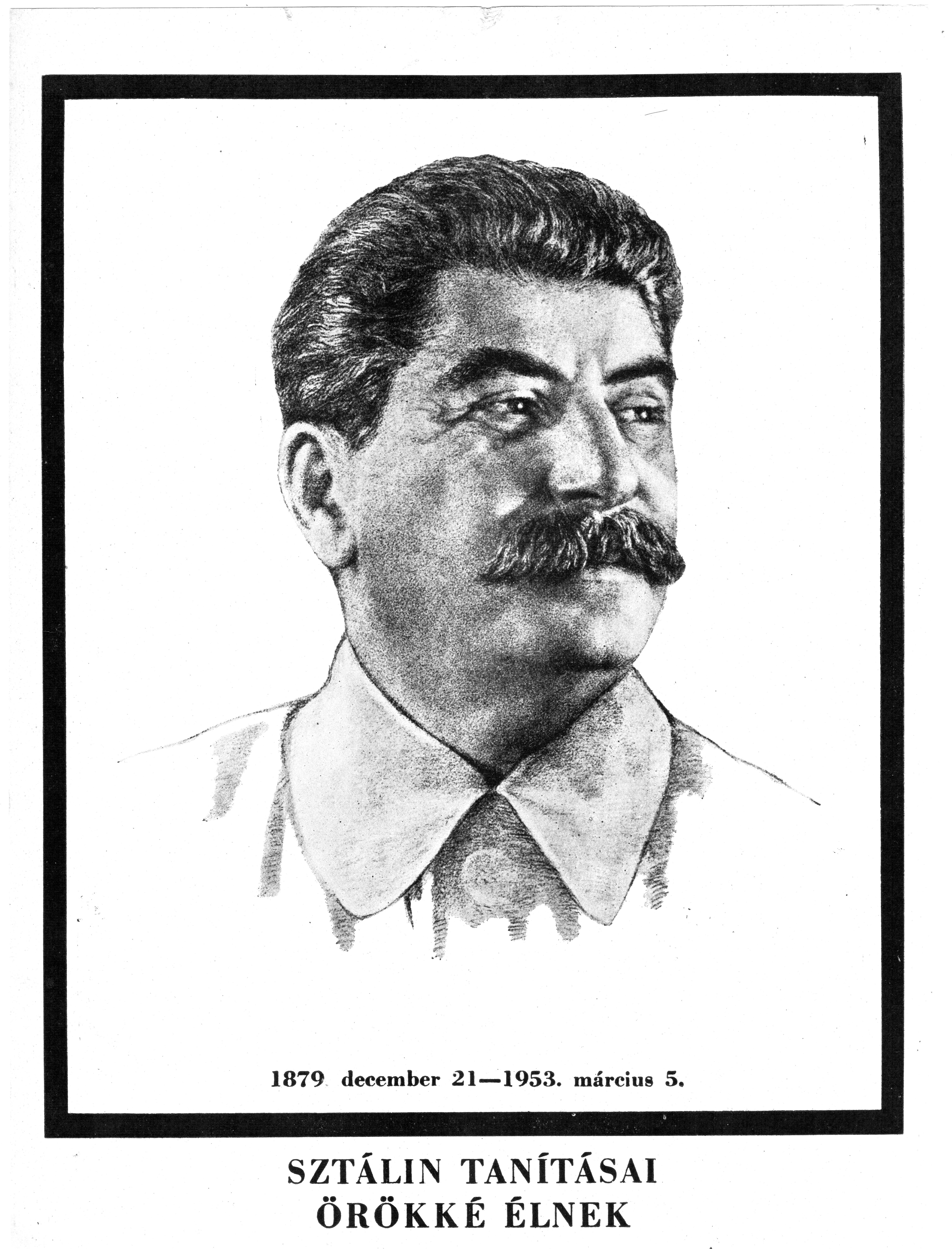
Sztálin-gyászlap, 1953

1951-ben a budapesti Felvonulási téren, a Regnum Marianum templom helyén szobrot állítottak Sztálinnak. Mikus Sándor művét az 1956-os felkelés idején ledöntötte a tömeg. A szobrot szétverték; a legnagyobb megmaradt, jelenleg ismert maradvány Sztálin ökle, amely a Magyar Nemzeti Múzeumban látható. A „Felvonulási téren” a hatalmas tribünön csak a csizma meredt az égbe, a budapestiek pedig „Csizma térnek” gúnyolták a helyszínt. A Kádár-rendszer desztálinizációs politikájának megfelelően a szobrot nem állították helyre.
1949. december 21-én, amely hivatalosan Sztálin 70. születésnapja volt, adták át a háború utáni első trolibuszvonalat Budapesten, ami az ünnepi alkalomra tekintettel a 70-es viszonylatszámot kapta. A járat a mai napig változatlan számmal üzemel.
Röviddel Sztálin 1953. március 5-i halála után az Országgyűlés megalkotta az 1953. évi I. törvényt, amely törvénybe iktatta Sztálin emlékét. Bár Sztálin kultusza nem sokkal ezután véget ért Magyarországon, az emléktörvényt formálisan csak az 1989. évi XII. törvény helyezte hatályon kívül, 1989. május 26-i dátummal. A törvény szövege az alábbi:

1953. évi I. törvény Joszif Visszárionovics Sztálin generalisszimusz emlékének megörökítéséről
Joszif Visszárionovics Sztálin elvtárs, generalisszimusz, a Szovjetunió Minisztertanácsának elnöke 1953. március 5-én eltávozott az élők sorából. Azok közé a világot átalakító nagy férfiak közé tartozott, akik a legtöbbet tettek nemcsak saját népük és államuk felvirágoztatásáért, hanem az egész emberiség haladásáért, a világ minden dolgozójának felszabadításáért és boldogulásáért.
A Magyar Népköztársaság Alkotmánya kimondja:
„A nagy Szovjetunió fegyveres ereje felszabadította országunkat a német fasiszták igája alól, szétzúzta a földesurak és nagytőkések népellenes államhatalmát, megnyitotta dolgozó népünk előtt a demokratikus fejlődés útját.”
A hazánkat felszabadító Szovjetuniót és fegyveres erejét Joszif Visszárionovics Sztálin elvtárs vezette. Elsősorban neki köszönhetjük azt az önzetlen segítséget, amelyben a nagy Szovjetunió szakadatlanul részesítette a Magyar Népköztársaságot. Elsősorban neki köszönhetjük, hogy népünk, a Szovjetunió támogatásával sikeresen védelmezve békéjét és függetlenségét, eredményesen rakja le a szocializmus alapjait Magyarországon.
Joszif Visszárionovics Sztálin elvtárs neve, műve és tanítása eltéphetetlenül összeforrt hazánk történelmével. A magyar nemzet függetlensége, a magyar nép szabadsága, a magyar dolgozók felemelkedése eltéphetetlenül összeforrt azzal, amit Joszif Visszárionovics Sztálin elvtárs a szovjet nép, az egész haladó emberiség számára alkotott.
Joszif Visszárionovics Sztálin elvtárs emléke iránti tisztelet és kegyelet, nagy tanításaihoz való rendíthetetlen hűség kifejezéséül az Országgyűlés a következő törvényt alkotja:
1. § Az Országgyűlés Joszif Visszárionovics Sztálin elvtárs emlékét, a magyar nép felszabadítása, a magyar nemzet függetlenségének kivívása és biztosítása, a magyar dolgozók politikai, gazdasági, kulturális felemelkedése körül szerzett elévülhetetlen érdemeiért, a magyar nép el nem múló hálájának tanúbizonyságául törvénybe iktatja.

Dunapentele községben 1951-ben vasmű létesült, és az üzemhez kapcsolódóan új város épült. Ez a település a Sztálinváros nevet kapta. 1961-ben a város nevét Dunaújvárosra változtatták; ezt a nevet viseli ma is.

## Alternatív nézetek Sztálin tevékenységéről
A marxista-leninista pártok antirevizionista szárnya, az orosz lakosság jelentős része és a nyugati értelmiségiek egy csoportja tagadja vagy árnyalja Sztálin felelősségét a sztálini korszak során elkövetett bűnökért. Az egyik legismertebb ilyen ember Grover Furr amerikai egyetemi professzor (Montclair Állami Egyetem).

## A „Sztálin” név eredete
A grúz kiejtés szerinti Joszib Dzsugasvili első használt álneve (mozgalmi neve) Koba Ivanovics volt, melyet Alexander Kazbegi „Apagyilkos” (grúz nyelven ალექსანდრე ყაზბეგი: მამის მკვლელი) című művének bandita szereplőjétől vett kölcsön az 1890-es évek végén.
A „Sztálin” (Сталин) nevet először a Szociáldemokratában 1913. január 12-én megjelent cikkében használta; a névválasztást sehol nem indokolta, de az nem ragadványnévként maradt rajta. A „sztálin” (сталин) szó nagyon valószínű, hogy az orosz „acél” (сталь) gyakori személy-képzős változata (hasonlóan a Léna [folyó] → Lenin névhez), ami egy fogalommal összefüggő személyt jelentő főnevet eredményez, de nem tudjuk, hogy ezt közvetlenül választotta, vagy például a Jevgenyij Sztyepanovics Sztalinszkij nevű szerkesztő és újságkiadó nevéből vette át.

## Művei
- Kínáról (A Szikra Könyvkiadó 1950-ben összegyűjtötte a Kínáról írt cikkeit és beszédeit)
- A munkáról (Szintén a Szikra Könyvkiadó adta ki, melyben Lenin és az ő cikkeit és beszédeit gyűjtötték össze)
- A vallásról (Szintén a Szikra Könyvkiadó adta ki, melyben Lenin és az ő cikkeit és beszédeit gyűjtötték össze)
- Párt és pártépítés (Szintén a Szikra Könyvkiadó adta ki, melyben Lenin és az ő cikkeit és beszédeit gyűjtötték össze)
- Marxizmus és nyelvtudomány. A nyelvtudomány néhány kérdéséhez. Válasz az elvtársaknak. Bp. Szikra, 1950. (Marxizmus-Leninizmus Kiskönyvtára, 63. sz.)
- Időfutár: Irány a kommunizmus és a Sztálini diktatúra

### Magyarul megjelent művei
1945 előtt
- Lenin és a leninizmus; ford. Natonek István, előszó Landler Jenő; Arbeiterbuchhandlung, Wien, 1925 (Munka és tudás könyvtára)
- A leninizmus kérdései; Politikai Irodalom Állami kiadója, Moszkva, 193?
- Szocialista fellendülés – kapitalista világválság. A SZK/b/P Központi Bizottságának politikai beszámolója a 16. pártkongresszuson; ford. Dornbusch Richárd; Centrizdát, Moszkva, 1930 (Sarló és kalapács könyvtára)
- Három év világgazdasági mérlege. 1931–1934; Danton, Bp., 1935 (Aktuális könyvek)
- Az első ötéves terv eredményei. Sztalin elvtárs jelentése 1933. január 7-én a Szovjetunió Kommunista Párt központi bizottságának és központi ellenőrző bizottságának egyesített összülésén; Hoffmann Ny., Praha, 1933
- Az első ötéves terv eredményei. A falusi munkáról; ford. Hajdu Pál; Külföldi munkások, Moszkva–Leningrád, 1933
- Beszámoló a SzUKPb 17. kongresszusán a Központi Bizottság munkájáról; A Szovjetunióban Élő Külföldi Munkások Kiadóvállalata, Moszkva–Leningrád, 1934
- Beszámoló a XVIII. pártgyűlésen a Szovjetunió Kommunista bolsevik Pártja Központi Bizottságának munkájáról; Idegennyelvű Irodalmi Kiadó, Moszkva, 1939
- A leninizmus kérdései; Politikai Irodalom Állami kiadója, Moszkva, 1939?
- Botos Vince:[20] A dialektikus és történelmi materializmus alapjai; Márkus Ny., Bp., 1942
- A Nagy Októberi Szocialista Forradalom 26. évfordulója; Idegennyelvű Irodalmi Kiadó, Moszkva, 1943
- A Szovjetunió nagy honvédelmi háborújáról; Idegennyelvű Irodalmi Kiadó, Moszkva, 1943
- Sztálin beszéde. A nagy októberi szocialista forradalom 27. évfordulója 1944. nov. 6-án; Az Arcvonal Politikai Osztálya, Moszkva, 1944
- A leninizmus alapjai. A Szverdlov-egyetemen 1924. április elején tartott előadások; Idegennyelvű Kiadó, Moszkva, 1944
- A Szocialista Tanácsköztársaságok Szövetségének alkotmánytervezetéről; Idegennyelvű Irodalmi Kiadó, Moszkva, 1944

1945-től
- Új helyzet – új feladatok a gazdasági építőmunkában. Beszéd a gazdasági funkcionáriusok értekezletén. 1931. június 23.; Szikra, Bp., 1945
- A marxizmus és a nemzeti kérdés 1913; Idegennyelvű Irodalmi Kiadó, Moszkva, 1945
- A Szocialista Tanácsköztársaságok Szövetségének alkotmánya (alaptörvénye) / V. J. Sztálin elvtárs jelentése a SZTKSZ alkotmánytervezetéről; KRP, Brassó, 1945
- Sztálin Leninről; Szikra, Bp., 1945
- J. V. Sztaljin: A Szovjet politikája. Választási beszéd / V. M. Molotov: Választási beszéd / Mihail Ivanovics Kaljinin: Levél a választókhoz; Híd, Szubotica, 1946 (Korunk kérdései)
- Sztálin beszéde Moszkva sztálini kerületének választási gyűlésén 1946. február 9-én; RKP, Kolozsvár, 1946
- Sztálin Churchill úr beszédéről; Szikra, Bp., 1946
- Beszéd a sztáchánov-munkások 1. szovjetuniói értekezletén; RMP, Bukarest, 1948 (Marxista-leninista könyvtár)
- Lenin–Sztálin: Párt és pártépítés; Szikra, Bp., 1948
- A gazdasági építőmunkáról és Sztahánov-mozgalomról. Két beszéd. 1931, 1935; Szikra, Bp., 1948
- Részletek a Szovjetunió Kommunista bolsevik Pártjának 17. és 18. kongresszusán tartott beszámolókból; Szikra, Bp., 1948
- Lenin–Sztálin: A szakszervezeti kérdésekről. Cikkek, beszédek és szemelvények gyűjteménye; összeáll., szerk., bev. Lovas Márton; Népszava, Bp., 1948
- A falusi ifjúsági aktíva és a diákifjúság feladatairól. 1925; Szikra, Bp., 1948
- Lenin; Szikra, Bp., 1948 (A marxizmus-leninizmus kis könyvtára)
- I. V. Sztálin művei, 1–13; [ford. Zalai Edvin]; Szikra, Bp., 1949–1952
  - 1. 1901–1907; 1949
  - 2. 1907–1913; 1949
  - 3. 1917. március–október; 1950
  - 4. 1917. november–1920; 1950
  - 5. 1921–1923; 1951
  - 6. 1924; 1951
  - 7. 1925; 1951
  - 8. 1926. január–november; 1952
  - 9. 1926. december–1927. július; 1952
  - 10. 1927. augusztus–december; 1952
  - 11. 1928–1929. március; 1950
  - 12. 1929. április–1930. június; 1950
  - 13. 1930. július–1934. január; 1951
- A Szovjetúnió agrárpolitikájáról. Szemelvények Joszif Sztálin műveiből 1925–1933; Szikra, Bp., 1949
- Lenin–Sztálin: A szocialista munkáról és munkaversenyről. Szemelvények Lenin, Sztálin műveiből; Szikra, Bp., 1948
- Válasz a kolhozista elvtársaknak; Területi Kiadó, Uzsgorod, 1949
- A gazdasági vezetőkáderek feladatairól; Román Munkáspárt, Bukarest, 1949 (Marxista-leninista könyvtár)
- Hogyan értelmezi a szociáldemokrácia a nemzeti kérdést?; Román Munkáspárt, Bukarest, 1949 (Marxista-leninista könyvtár)
- Nemzeti kérdés és leninizmus; Román Munkáspárt, Bukarest, 1949 (Marxista-leninista könyvtár)
- A leninizmus kérdéseihez; Román Munkáspárt, Bukarest, 1949 (Marxista-leninista könyvtár)
- A nagy fordulat éve. Az Októberi Forradalom 12. évfordulójára; Román Munkáspárt, Bukarest, 1949 (Marxista-leninista könyvtár)
- A leninizmus alapjairól; Szikra, Bp., 1949 (A marxizmus-leninizmus kis könyvtára)
- A Szovjetunió agrárpolitikájáról. Gyűjtemény Sztálin műveiből; Szikra, Bp., 1949
- A kádermunkáról; MDP Központi Vezetősége, Bp., 1949
- A pártmunka fogyatékosságairól s a trockista és egyéb kétkulacsosok felszámolását célzó rendszabályokról; Szikra, Bp., 1949 (A marxizmus-leninizmus kis könyvtára)
- A Szovjet Szocialista Köztársaságok Szövetségének alkotmánytervezetéről; Szikra, Bp., 1949 (A marxizmus-leninizmus kis könyvtára)
- Lenin–Sztálin: A sajtóról. Cikkgyűjtemény; Román Munkáspárt, Bukarest, 1949 (Marxista-leninista könyvtár)
- A Komszomolról. Szemelvények Sztálin műveiből; MINSZ, Bp., 1949
- A gazdasági vezetők feladatairól; Szikra, Bp., 1949 (A marxizmus-leninizmus kis könyvtára)
- Anarchizmus vagy szocializmus?; Szikra, Bp., 1949 (A marxizmus-leninizmus kis könyvtára)
- Az Októberi Forradalomról. Gyűjtemény Lenin és Sztálin műveiből; Szikra, Bp., 1949
- Kivonatok Sztálin Néhány szó a pártonbelüli nézeteltérésekről c. művéből. Irodalom a háromhónapos pártiskolai színvonalon tanuló elvtársak számára; MDP, Bp., 1950
- A kritikáról és önkritikáról. Szemelvények Sztálin elvtárs műveiből; Szikra, Bp., 1950 (Pártépítés kiskönyvtára)
- A kádermunkáról. Szemelvények Sztálin műveiből; Szikra, Bp., 1950 (Pártépítés kiskönyvtára)
- Sztálin Kínáról. Gyűjtemény Sztálin műveiből; ford. S. Nyírő József; Szikra, Bp., 1950
- Párt és pártépítés. Gyűjtemény Lenin és Sztálin műveiből; szerk. Czóbel Ernő; Szikra, Bp., 1950
- Az ifjúságról. Szemelvények Lenin és Sztálin műveiből; ford. átnézte Fedor János; Szikra, Bp., 1950
- A munkáról. Gyűjtemény Lenin és Sztálin műveiből; Szikra, Bp., 1950
- Beszéd az élmunkás kolhozparasztok első szovjetuniói kongresszusán. 1933. február 19. A szovjet kolhózok sztálini mintaalapszabálya; MDP, Bp., 1950
- Beszédek; ford. Lovas György, Kövendi Dénes; Tankönyvkiadó, Bp., 1950 (Kétnyelvű nevelői segédkönyvek)
- A Sztáchánov-munkáról. Beszéd a sztáchánov munkások első szovjetuniói értekezletén 1935. nov. 17.; Szikra, Bp., 1950
- A sajtóról. Gyűjtemény Lenin, Sztálin műveiből; ford. S. Nyirő József; Szikra, Bp., 1950 (A marxizmus-leninizmus kis könyvtára)
- A Központi Bizottság politikai beszámolója a SZKP 16. kongresszusának. 1930. jún. 27.; Szikra, Bp., 1950 (A marxizmus-leninizmus kis könyvtára)
- Sztálin – a győzelem hadvezére. Gyűjtemény Sztálin műveiből; Szikra, Bp., 1950
- Sztálin J. V. műve a dialektikus és történelmi materializmusról. Az SZKP történetét tanulmányozó körök propagandistáinak szemináriumai számára; Szlovákia Kommunista Pártja, Bratislava, 1950
- Az Októberi Forradalom és az orosz kommunisták taktikája; Könyv- és Újságkiadó, Uzsgorod, 1950
- A Szovjetunió alkotmánytervezetéről; Területi Kiadó, Uzsgorod, 1950
- Moszkva város sztálini választási körzete gyűlésén elmondott beszédei; Könyv- és Újságkiadó, Uzsgorod, 1950
- Leninről; Könyv- és Újságkiadó, Uzsgorod, 1950
- Marxizmus és a nyelvtudomány kérdései; Könyv- és Újságkiadó, Uzsgorod, 1950
- A nyelvtudomány néhány kérdéséről. Válasz Krasenylnnyikova elvtársnőnek; RMP, Bukarest, 1950 (Marxista-leninista könyvtár)
- A marxizmus és a nyelvtudomány kérdései; Román Munkáspárt, Bukarest, 1950 (Marxista-leninista könyvtár)
- A marxizmusról a nyelvtudományban; Román Munkáspárt, Bukarest, 1950 (Marxista-leninista könyvtár)
- A szakszervezetekről. Gyűjtemény Lenin és Sztálin műveiből; Szikra, Bp., 1951
- Lenin–Sztálin: Párt és pártépítés; Pravda, Bratislava, 1951 (A marxizmus-leninizmus könyvtára)
- A Komszomol feladatairól; Könyv- és Folyóiratkiadó, Uzsgorod, 1951
- A Vörös Hadsereg három sajátosságáról; Könyv- és Folyóiratkiadó, Uzsgorod, 1951
- A marxizmus és a nemzeti kérdés; Könyv- és Folyóiratkiadó, Uzsgorod, 1951
- A nagy fordulat éve...; Könyv- és Folyóiratkiadó, Uzsgorod, 1951
- Beszélgetés a „Pravda” tudósítójával; Könyv- és Folyóiratkiadó, Uzsgorod, 1951
- A nemzeti kérdés és a leninizmus. Válasz Meskov és Kovalcsuk elvtársaknak, valamint másoknak; Könyv- és Folyóiratkiadó, Uzsgorod, 1951
- Lenin–Sztálin: A nők felszabadításáról; Pravda, Bratislava, 1951 (A marxizmus-leninizmus könyvtára)
- A kritikáról és önkritikáról. Szemelvények Sztalin műveiből; Pravda, Bratislava, 1951 (A marxizmus-leninizmus könyvtára)
- Nemzeti kérdés és leninizmus; Pravda, Bratislava, 1951 (A marxizmus-leninizmus könyvtára)
- Beszéd a sztahanovisták első összszövetségi tanácskozásán. 1935. nov. 17.; Szikra, Bp., 1951 (A marxizmus-leninizmus kis könyvtára)
- Beszámoló a SZKbP Központi Bizottságának munkájáról a 18. pártkongresszuson. 1939. márc. 10.; Szikra, Bp., 1951 (A marxizmus-leninizmus kis könyvtára)
- V. I. Lenin, J. V. Sztálin, M. I. Kalinyin: Az ifjúsághoz; Pravda, Bratislava, 1951 (A marxizmus-leninizmus könyvtára)
- Marxizmus és nyelvtudomány; Szikra, Bp., 1951 (Marxizmus-leninizmus kis könyvtára)
- A demokratikus centralizmusról. Szemelvények Sztálin műveiből; Szikra, Bp., 1951 (Pártépítés kiskönyvtára)
- A Szovjetunió nagy honvédő háborújáról; Pravda, Bratislava, 1952 (A marxizmus-leninizmus könyvtára)
- A Központi Bizottság politikai beszámolója a Szovjetúnió Kommunista (bolsevik) Pártja 16. kongresszusának. 1930. június 27.; Pravda, Bratislava, 1952 (A marxizmus-leninizmus könyvtára)
- Az Oroszországi Szociáldemokrata Munkáspárt londoni kongresszusa. Egy küldött jegyzetei; Pravda, Bratislava, 1952 (A marxizmus-leninizmus könyvtára)
- Az Októberi Forradalomról. Gyűjtemény Lenin és Sztálin műveiből; Pravda, Bratislava, 1952
- A Szovjetunió Kommunista (bolsevik) Pártjának 14. kongresszusa. 1925. december 18–31.; Pravda, Pozsony, 1952 (A marxizmus-leninizmus könyvtára)
- Beszédek a moszkvai „Sztalin” választókerület választóinak választási gyűlésein 1937. dec. 11. és 1946. febr. 9.; RMP, Bukarest, 1952
- Az októberi forradalom nemzetközi jellege; Kárpátontúli Területi Könyv- és Folyóiratkiadó, Uzsgorod, 1952
- A szocializmus közgazdasági problémái a Szovjetunióban; Szikra, Bp., 1952 (A marxizmus-leninizmus kis könyvtára)
- Lenin, Sztálin tanítása a Pártról; Tolna Megyei Ny., Szekszárd, 1952
- Sztálin a békéért, 1946–1951. Gyűjtemény Sztálin elvtárs háborúutáni beszédeiből és nyilatkozataiból; Szikra, Bp., 1952 (A marxizmus-leninizmus kis könyvtára)
- A vallásról. Szemelvények Lenin–Sztálin műveiből; Szikra, Bp., 1952 (A marxizmus-leninizmus kis könyvtára)
- Beszéd az SZKP 19. Kongresszusán; Athenaeum Ny., Bp., 1952
- Beszéd a Szovjetunió Kommunista Pártja 19. Kongresszusán. 1952. október 14; Szikra, Bp., 1952
- A békéért. Gyűjtemény Sztálin elvtárs háborúutáni nyilatkozataiból 1946–1952; 2., bőv. kiad.; Szikra, Bp., 1952
- Proletárnemzetköziség és hazafiság. Szemelvények Marx, Engels, Lenin, Sztalin műveiből; Szikra, Bp., 1952
- A proletárok osztálya és a proletárok pártja. A párt szervezeti szabályzatának első pontjával kapcsolatban; Szikra, Bp., 1952
- Két ütközet. Január 9-re; Szikra, Bp., 1952
- Az oroszországi szociáldemokrata párt és legközelebbi feladatai; Szikra, Bp., 1952
- A pártválság és feladataink; Szikra, Bp., 1952
- A Vörös Hadsereg három sajátosságáról. Beszéd a Moszkvai Szovjet ünnepi ülésén a Vörös Hadsereg fennállásának 10. évfordulója alkalmából, 1928. febr. 25-én; Szikra, Bp., 1952
- A szocializmus gazdasági problémái a Szovjetunióban; Politikai Kiadó, Bukarest, 1952
- Beszéd a párt 19. kongresszusán. 1952. október 14-én; Kárpátontúli Területi Könyv- és Folyóiratkiadó, Uzsgorod, 1952
- A pártmunka fogyatékosságairól és a trockisták és más kétkulacsosok felszámolásához szükséges intézkedésekről; Román Munkáspárt, Bukarest, 1952 (Marxista-leninista könyvtár)
- A jobboldali elhajlásról a SZKBP-ban; Román Munkáspárt, Bukarest, 1952 (Marxista-leninista könyvtár)
- J. V. Sztalin beszéde az SZKP XIX. kongresszusának záróülésén; Pravda, Pozsony, 1952
- A szocializmus közgazdasági problémái a Szovjetunióban; Kárpátontúli Területi Könyv- és Folyóiratkiadó, Uzsgorod, 1953
- A statisztika Marx, Engels, Lenin, Sztálin műveiben. Idézetgyűjtemény; Statisztikai, Bp., 1953 (A szocialista statisztika könyvtára)
- Lenin halálára. Beszéd a Szovjetek 2. Összszövetségi Kongresszusán, 1924. január 26-án; Szikra, Bp., 1953
- Rádióbeszéd 1941. júl. 3-án; Szikra, Bp., 1953
- A Szovjetunió agrárpolitikájának kérdéseihez; Kárpátontúli Területi Könyv- és Folyóiratkiadó, Uzsgorod, 1954
- Beszámoló a 17. pártkongresszusnak a Szovjetunió Kommunista Pártja Központi Bizottságának munkájáról; Kárpátontúli Területi Könyv- és Folyóiratkiadó, Uzsgorod, 1954
- Beszámoló a Szovjetunió Kommunista Pártja Központi Bizottságának munkájáról a 17. pártkongresszuson, 1939. márc. 10.; Kárpátontúli Területi Kiadó, Uzsgorod, 1954
- A nevelésről. Szemelvénygyűjtemény Marx, Engels, Lenin, Sztálin műveiből; Tankönyvkiadó, Bp., 1955
- Sztálin üzenetváltása az Egyesült Államok és Nagy-Britannia kormányfőivel. 1941–1945, 1-2.; összeáll. a Szovjetunió Külügyminisztériumának a diplomáciai okmányok kiadásával foglalkozó bizottsága; Kossuth, Bp., 1958
- Az 1943 decemberi Benes-Sztálin-Molotov megbeszélések dokumentumai; ford., sajtó alá rend. Gulyás László; JATE, Szeged, 1993 (Documenta historica)
- Sztálin és Tito moszkvai titkos találkozója, 1948. február 10.; ford., tan. Vukman Péter; JATE Press, Szeged, 2004 (Documenta historica)

## Szakirodalom
- Isaac Deutscher: Sztálin (London, 1951, magyarul: Bp., 1992) – (az első számú, évtizedekig legfontosabb mű Sztálinról)
- Allen Bullock: Hitler and Stalin – Parallel Lives. (London, 1991)
- Martin Amis: Koba, a rettenetes
- Svetlana Allilouieva: Vingt Lettres a un ami. Párizs, 1967
- Nikita Khroushtchev: Mémoires. Párizs, 1971
- Alexander Rybine: Rjadom Sztálinüm, Szociologicseszkije Iszszledovanyija. 1988. 3.
- Edvard Radzinszkij: Sztálin
- Krausz Tamás: Sztálin, Változó Világ 3., Budapest, 1995
- Robert Service: Stalin. A Biography (Pan Books, 2005)
- Robert C. Tucker: Sztálin (I. A forradalmár II. A diktátor) (Szeged, 2006, Szukits Kk.)
- Stephen Kotkin: Stalin. Volume I. Paradoxes of Power, 1878–1928 (Penguin, 2014)
- Oleg V. Khlevniuk: Stalin. New Biography of a Dictator (Yale University Press, 2015)
- Joshua Rubenstein: The Last Days of Stalin (Yale University Press, 2016)
- Stephen Kotkin: Stalin. Volume II. Waiting for Hitler, 1929–1941 (Penguin, 2017)
- Christopher Read: Stalin. From the Caucasus to the Kremlin (Routledge, 2017)

A szerzők magyar neve: Szvetlana Joszifovna Allilujeva (Sztálin lánya), Nyikita Hruscsov (Sztálin utóda), és Alekszander Rjibiny (Sztálin testőrségének parancsnoka).

### Szépirodalom
- Anatolij Ribakov: Az Arbat gyermekei (Európa, Bp., 1990)